# Marius Plamondon
Pour les articles homonymes, voir Plamondon.

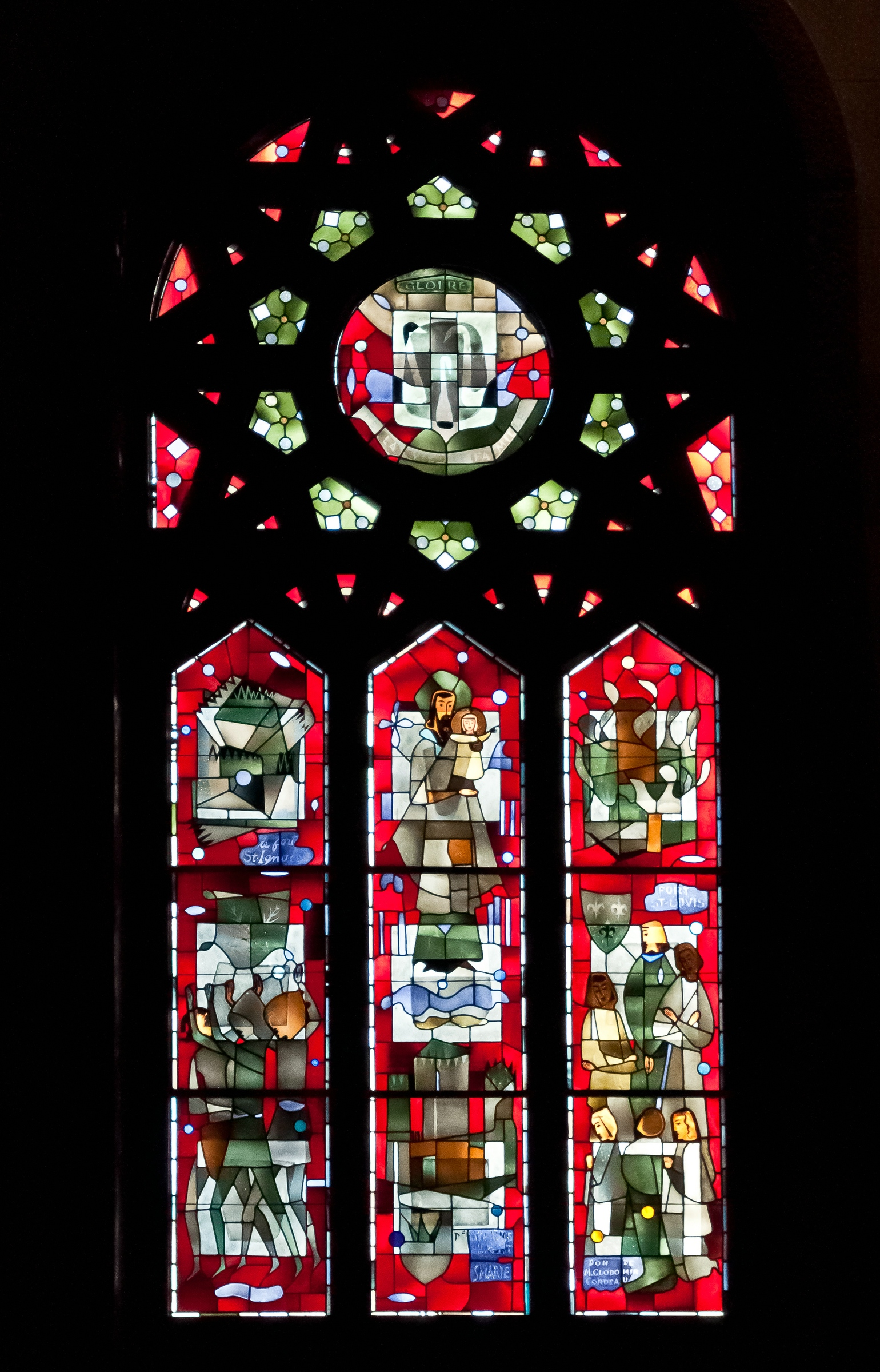
Vitrail de l'Oratoire St-Joseph par Marius Plamondon

Marius Plamondon est né en 1914 et mort en 1976 dans la ville de Québec, où il a aussi vécu. Il est un artiste canadien, ayant travaillé principalement dans les domaines de la sculpture et du vitrail.
Marius Plamondon participe à la remarquable renaissance des arts au Québec qui débute après la Seconde Guerre mondiale, avec d'autres artistes tels Louis Guay et le peintre Jean Paul Lemieux. Son travail a contribué au renouveau de l'art du vitrail au Québec de son vivant. Il insiste sur le fait que les artistes du vitrail devaient développer de nouveaux modes d'expression pour compléter la nouvelle architecture simplifiée de l'époque. Ses vitraux, abstrait et colorés, renouvellent la conception du vitrail et font entrer cet art dans le modernisme.
Son œuvre la plus célèbre est l’ensemble de dix vitraux qu’il a réalisés pour l'Oratoire Saint-Joseph du Mont-Royal à Montréal.

## Premières années
Marius Plamondon est né dans la ville de Québec. Il a étudié à l'École des beaux-arts de Québec, puis a étudié la sculpture en Italie. En octobre 1938, il va travailler avec le sculpteur Henri Charlier en France. Il s'intéresse également au travail du sculpteur Jean Lambert-Rucki et son utilisation des distorsions expressives de l'art africain.

## Carrière

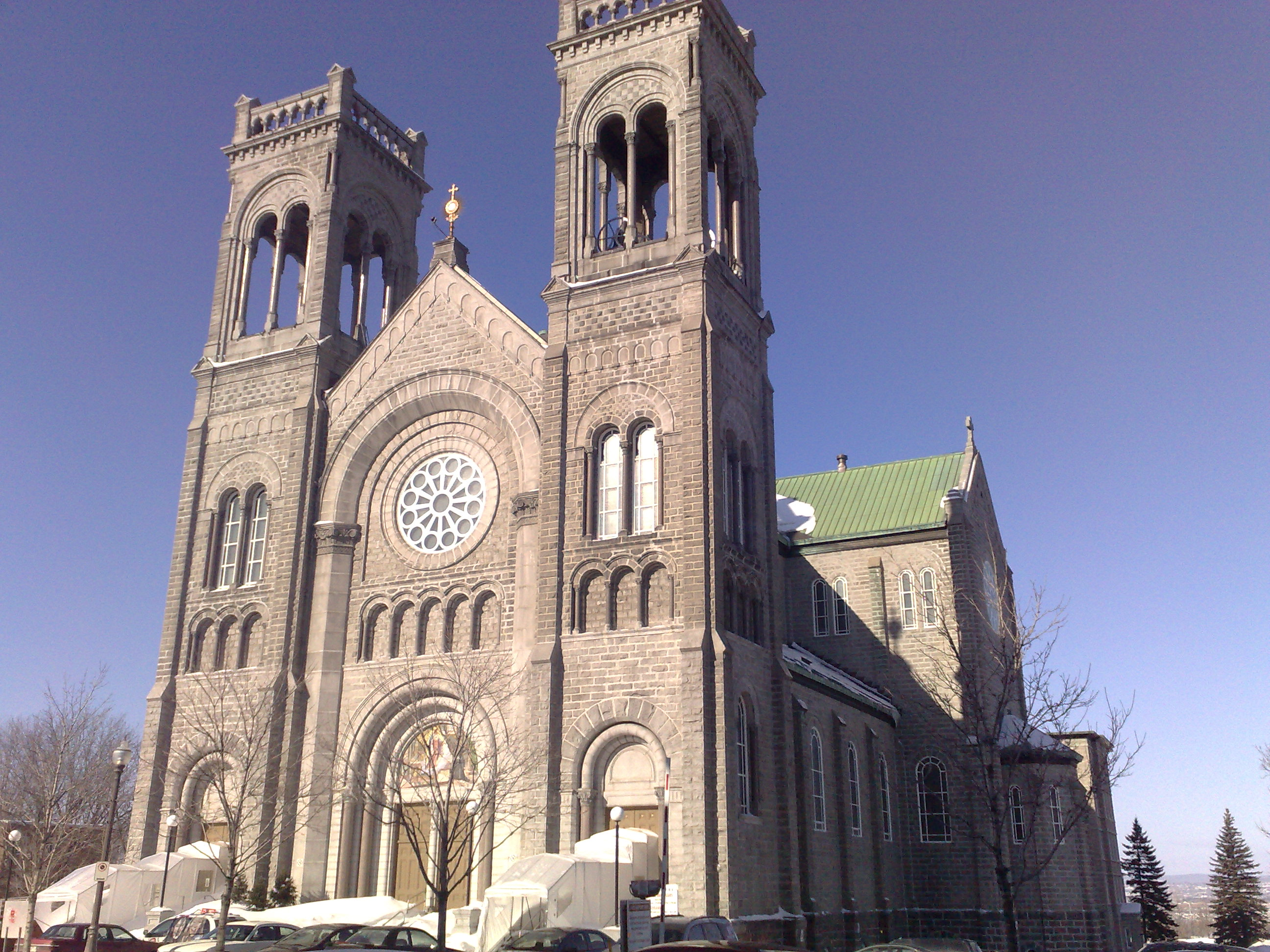
Église du Très-Saint-Sacrement, Québec. L'église a des vitraux de Plamondon

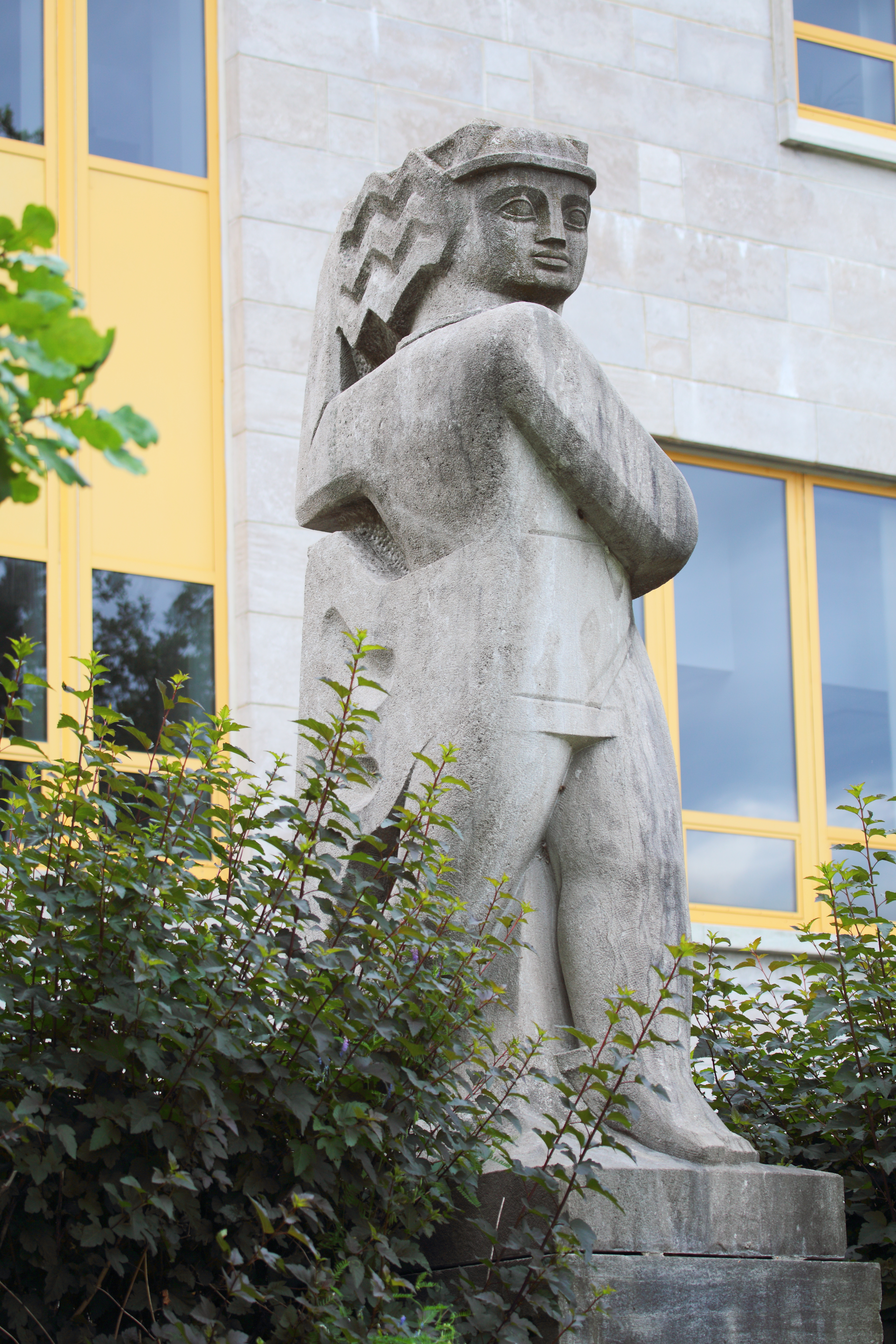
Hermès (1951), Pavillon Palasis-Prince (façade est) sur le campus de l'Université Laval

En 1943, Plamondon devient professeur de sculpture sur bois à l'École des beaux-arts du Québec. Il y passera une grande partie de sa carrière, devenant premier titulaire d'un cours de vitrail (1947-1963), puis directeur (1963-1970). Il y inspire quelques élèves dans l'art du vitrail, tel Olivier Ferland.
En parallèle, il a une carrière artistique et conçoit quelques œuvres, particulièrement des sculptures et des vitraux.
Parmi les réalisations portées à son crédit, on compte vingt fenêtres de la chapelle du noviciat des Clercs de Saint-Viateur, Joliette, fait en 1940. Le noviciat avait été construit en 1939 sur un projet de l'architecte René Charbonneau. Les magnifiques fenêtres de Plamondon contribuent à créer une atmosphère de mystère et de contemplation dans la chapelle, qui a été appelée une version moderne de l'église allemande de Frielingsdorff. Plamondon a également créé des statues pour la chapelle. De 1951 à 1952, Plamondon a sculpté trois niches destinées à contenir des images mariales dans la façade de la chapelle Notre-Dame de Lourdes au Lac-Bouchette. En 1954, les vitraux de Plamondon ont été installés dans l'église du Très-Saint-Sacrement au Québec, une église datant des années 1920, ajoutant de la couleur à une nef néo-romane plutôt austère. Il a reçu une subvention de recherche de la Société royale du Canada qui lui a permis de se rendre en Europe en 1955-1956 afin de documenter des vitraux anciens et modernes.
Plamondon était parmi les artistes choisis pour décorer l'intérieur de l'Hôtel Queen Elizabeth, propriété du Chemin de fer Canadien National, qui a ouvert ses portes en 1958. Il a présenté une verrière en vitrail. Les autres artistes ayant contribué étaient Jean Dallaire (tenture murale), Claude Vermette (carreaux de céramique), Julien Hébert (portes d'ascenseurs en bronze) et Albert Edward Cloutier (panneaux de bois sculptés).
En avril 1957, Plamondon fut invité à faire les fenêtres de la basilique de l'Oratoire Saint-Joseph de Montréal. Entre 1958 et 1978, Plamondon créé dix fenêtres dans les allées de l’Oratoire. Celles-ci illustrent les actions extraordinaires de Saint Joseph, le saint patron du Québec, dans la vie des Canadiens. Il a également créé quatorze vitraux pour le cimetière, représentant les vertus et les qualités de Saint Joseph, ainsi que deux demi-cercles et une rosace. Les fenêtres sont éducatives et contribuent également à l'atmosphère calme de la basilique. L'autel et le crucifix de la basilique ont été fabriqués par l'ancien professeur de Plamondon, Henri Charlier.

## Vie personnelle
Plamondon a épousé Muriel Hall le 17 août 1944. Hall était une soprano populaire qui a joué à la radio et lors de concerts entre 1930 et 1950. Sa femme a continué à se produire sous son nom de jeune fille pendant quelques années. Il est décédé en 1976. . Son fonds d'archives est conservé au Musée national des beaux-arts du Québec.

## Œuvres
Quelques endroits au Québec ayant des œuvres de Marius Plamondon :
- Basilique de l'Oratoire Saint-Joseph, Montréal
- Chapelle du Sacré-Cœur, aujourd'hui le café étudiant du Collège de Valleyfield
- Noviciat des Clercs de Saint Viateur, Joliette
- Église Saint-Charles-Garnier, Québec
- Hôtel Fairmont Le Reine Elizabeth , Montréal
- Église de Très-Saint-Sacrement, Québec[16]
- Chapelle jésuite, Québec
- Université Laval, Québec :
  - Hermès, sculpture, 1951, entrée 3 du pavillon Palasis-Prince[17];
  - Stèle commémorative de Louis-Jacques Casault, sculpture, 1952, devant le pavillon Louis-Jacques-Casault[18];
  - Tu seras pêcheur d’hommes, vitrail, 1959, pavillon Louis-Jacques-Casault[19];
  - Tableau périodique des éléments, vitrail, 1975, pavillon Alexandre-Vachon[20].

Les dix fenêtres de l'Oratoire Saint-Joseph :
- Livraison du fort Sainte-Marie (1630)
- Miracle de "Saint joseph" (1639)
- Victoire de Frontenac sur Phipps (1690)
- Congrégation des hommes de Ville-Marie (1694)
- Vision de Marie-Catherine de Saint-Augustin (1657)
- Vision de Marie de l'Incarnation (1633-1634)
- Pèlerinage à St-Joseph-de-la-Pointe-Lévy (1697)
- Naufrage de Walker (1711)
- Vol des Bostoniens (1776)
- Typhus à Bytown , Ottawa (1847)

## Hommages
Une rue du quartier Montchâtel à Québec a été nommée en 1985
- Une plaque "Ici vécut" de la ville de Québec est présente au 1871 rue Sheppard, en son honneur, pour indiquer son ancien lieu de résidence.